# Тимошкино (Рязанская область)
Тимошкино — село в Шиловском районе Рязанской области России. Административный центр Тимошкинского сельского поселения.

## Название
Село Тимошкино получило свое название по имени первого владельца Тимофея Шиловского, который выделил его, как приданное, своей дочери Марии, вышедшей замуж за Степана Аргамакова, ок. 1576—1577 гг. «Тимошкино» — это притяжательное прилагательное от имени Тимоша, Тимоха, представляющего собой народную форму канонического имени Тимофей.
Близлежащее крупное озеро Жидякинское, по местному преданию, получило свое название по имени разбойника Жедяки, который утопил в нём свой клад.

## География
Село  расположено на Окско-Донской равнине в пойме реки Пары на её правом берегу в 5,6 км к юго-востоку от пгт Шилово. Расстояние от села до районного центра Шилово по автодороге — 13 км.
Село Тимошкино окружено целым рядом пойменных озер, самые крупные из которых Лапушное, Святое, Жидякинское и Боровецкое. Озеро Кимбирь расположено в южной части самого села. К северу от Тимошкино находится урочище Ближняя Сувратка, к югу — урочище Голодное, к востоку — урочище Глубокое Болото и лесной массив (Расторгуев Лес). Ближайшие населенные пункты — пгт Шилово, село Желудево и деревня Ибредь.

## История
Деревня Тимошкино на реке Паре была основана Тимофеем Шиловским ок. 1576—1577 гг. в качестве приданного для своей дочери Марии, вышедшей замуж за Степана Аргамакова. Впервые она упоминается в 1584 г. в судебном деле Тимофея Шиловского и Иова Запольского с царским дьяком Андреем Шерефетдиновым, как пустошь, что была деревня.

В писцовых книгах 1629—1630 гг. Тимошкино значится уже сельцом с деревянной Богословской церковью в поместье братьев Михаила и Павла Бузовлевых и описывается так: 
«За Михаилом Ненашевым сыном Бузовлева, по государеве цареве и великаго князя Михаила Федоровича всеа Руссии ввозной грамоте за приписью дьяка Третьяка Корсакова… старое ево поместье и с тем что было за его за братом за Павлом Бузовлевым два жеребья сельца Тимошкина, а в сельце на вдовиной на Татьяниной земле Родивоновой жены Бузовлева с сыном Ивашком церковь во имя Ивана Богослова древена клетцки, а церковь и все строение мирских людей, а церковные причетники живут в сельце Тимошкине на Михайлове земле Бузовлева: двор поп Иван, двор пономарь, двор проскурница…В селе ж на Михайлове 2 жеребья: двор помещиков Михайлов, двор прикащик их Сунка Давыдов с сыном с Косткою, да с племянники с Ромашком да с Ивашком Давыдовами, да 2 люцких дворов, 2 двора крестьянских, людей в них 6 человек, да 2 двора бобыльских, людей в них 4 человека, да 6 мест дворовых пустых».

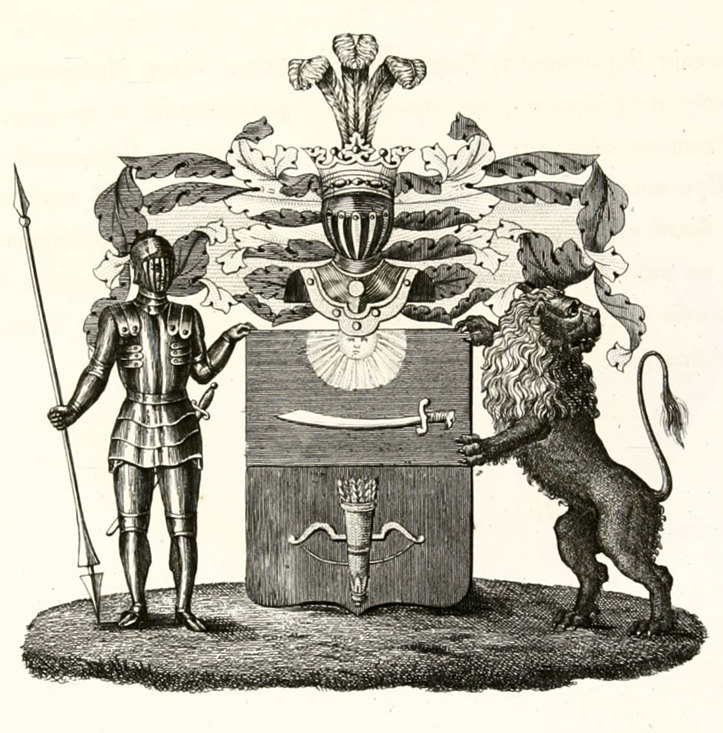
Герб рода дворян Чарыковых.

Как видно из документа, «сельцо» Тимошкино было небольшим. В нем, помимо помещичьего двора и церкви, числились двор приказчика, 3 двора священнослужителей и 6 крестьянских дворов.
По окладным книгам 1676 г. в селе Тимошкино числилось уже «3 двора помещиковых, да крестьянских 21 двор».
В 1799 г. на месте старой обветшавшей Богословской церкви в селе была построена новая деревянная в прежнее храмонаименование.
К началу XIX в. село Тимошкино принадлежало помещикам Фелитовым и Чарыковым. 5 мая 1839 г. коллежская советница Анна Семеновна Фелитова даровала «вольную» своим крепостным – один из немногих случаев на территории Рязанской губернии. Своеобразным памятником этому знаменательному для крестьян событию стал новый каменный Иоанно-Богословский храм с приделами во имя Преображения Господня и великомученика Иоанна Нового, Белгородского, построенный на средства той же А. С. Фелитовой в 1831—1840 гг.
В 1862 г. в селе Тимошкино местным священником Иоанном Климентовичем Панинским была основана приходская школа, позднее перешедшая в ведение земства.
По данным И. В. Добролюбова, к 1891 г. в селе Тимошкино насчитывалось 334 двора, в коих проживало 1282 душ мужского и 1385 душ женского пола.

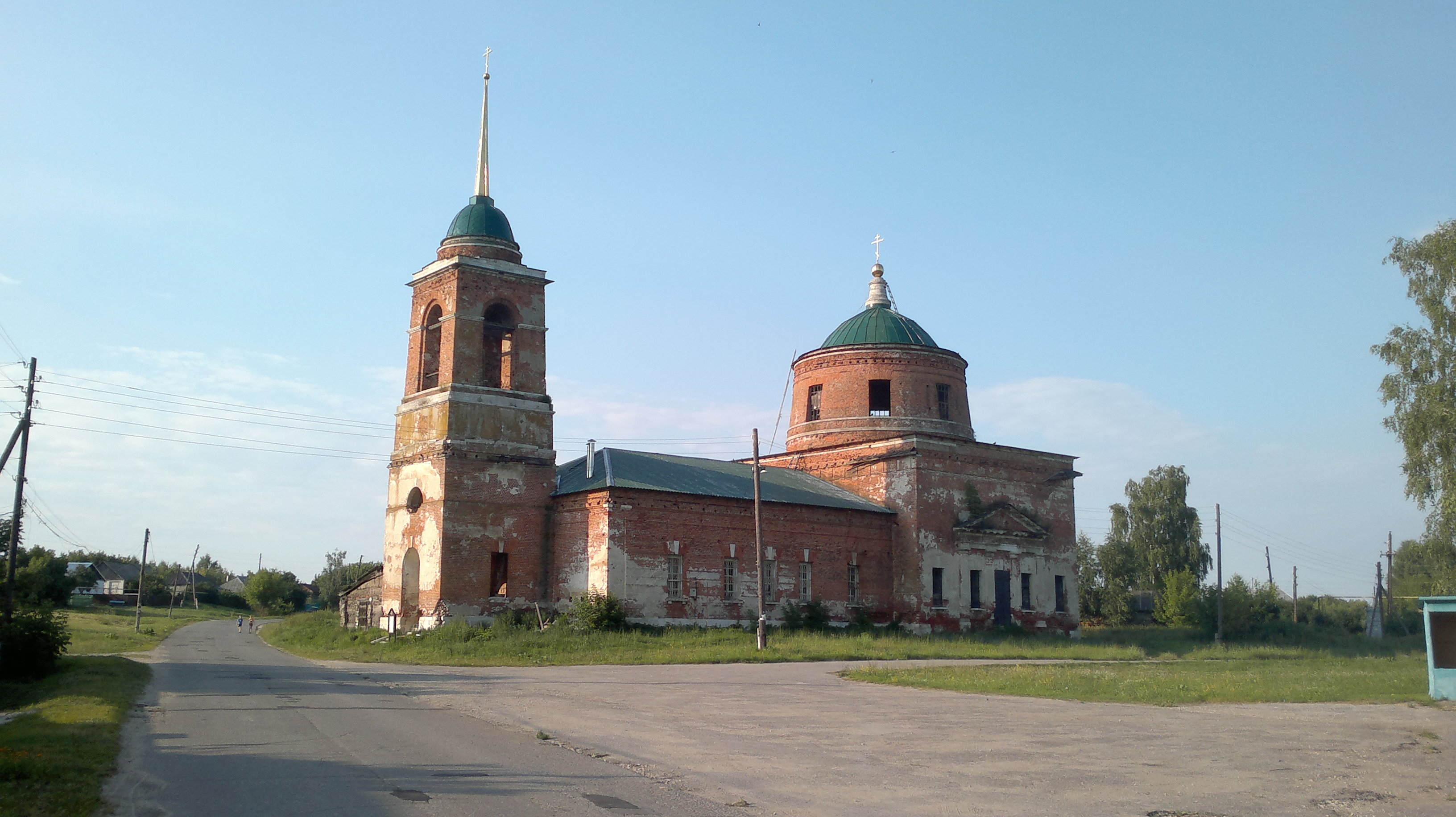
Село Тимошкино. Храм святого апостола и евангелиста Иоанна Богослова (Богословская церковь), 1840 г.

К 1913 г. в селе Тимошкино насчитывалось уже 407 хозяйств, из них 11 кулацких, 312 середняцких и 74 бедняцких. Основным занятием крестьян села Тимошкино было земледелие, некоторая часть крестьян, не отрываясь от сельского хозяйства, занималась отходничеством. Часть крестьян в зимний период извозничала, перевозя разные грузы. Имелась в Тимошкино и мелкая кустарная промышленность (маслобойни, зерносушилки, шерстобитки, пекарни по выпечке булок и баранок).
Советская власть в селе Тимошкино была установлена в ноябре 1917 г. А в ноябре 1918 г. местные кулаки Д. Т. Берсенев, А. Т. Берсенев и др., решили воспользоваться недовольством местного крестьянства продразверсткой, и сделали попытку поднять контрреволюционный мятеж с целью свержения советской власти. Но мятеж был подавлен, а его зачинщики расстреляны.
В 1929 г. в селе Тимошкино был организован колхоз «Пламя», отделения которого находились также в поселках Харинский Ручеек и Красная Ольховка. С 1937 г. были прекращены службы в местном Богословском храме, хотя официально он закрыт не был. С 1938 г. село Тимошкино было радиофицировано, в 1960 г. в селе был проведён водопровод, а с 1962 г. осуществлена электрификация.

## Население
| 1859 | 1897  | 1906  | 2010 |
| ---- | ----- | ----- | ---- |
| 1917 | ↗2568 | ↗3222 | ↘487 |

По данным переписи населения 2010 г. в селе Тимошкино постоянно проживают 487 чел. (в 1992 г. — 635 чел.).

## Известные уроженцы
- Мария Ивановна Гусакова (1931—2022) — советская лыжница, 6-кратная чемпионка СССР в 1960 – 1966 гг., олимпийская чемпионка 1960 г., заслуженный мастер спорта СССР (1960 г.).

## Экономика
По данным на 2015/2016 г. расположено: ООО «Шиловомолоко», производство безалкогольных напитков, в т. ч. под торговой маркой «Шиловский родник».
В селе имеются несколько магазинов, кафе и предприятие по бытовому обслуживанию населения.

## Социальная инфраструктура
Отделение почтовой связи, фельдшерско-акушерский пункт (ФАП), Тимошкинская основная общеобразовательная школа (филиал Шиловской СОШ № 2), Дом культуры и библиотека.

## Достопримечательности
- Храм святого Иоанна Богослова — Иоанно-Богословская церковь. Построен в 1840 г. на средства помещицы А. С. Фелитовой.[12]
- Памятник односельчанам, погибшим в Великой Отечественной войне 1941—1945 гг.

## Транспорт
Автобусное сообщение с райцентром. Остановка общественного транспорта «Тимошкино». 